# Beacon Explorer-A
Beacon Explorer-A, también conocido abreviadamente como BE-A y como Explorer S-66A fue un satélite artificial de la NASA dedicado a la investigación de la ionosfera terrestre. Fue lanzado el 19 de marzo de 1964 mediante un cohete Delta desde Cabo Cañaveral, pero un fallo de la tercera etapa impidió la inserción en órbita del satélite, que cayó en el océano Atlántico sur.

## Objetivos
El objetivo de Beacon Explorer-A era estudiar la ionosfera terrestre.

## Características
Beacon Explorer-A tenía forma de prisma recto octogonal de 24,5 cm de alto por 45,7 cm de diámetro. Portaba una sonda electrostática, una baliza de radio, un reflector láser pasivo y un experimento de navegación.